# Marbre vert de Suède

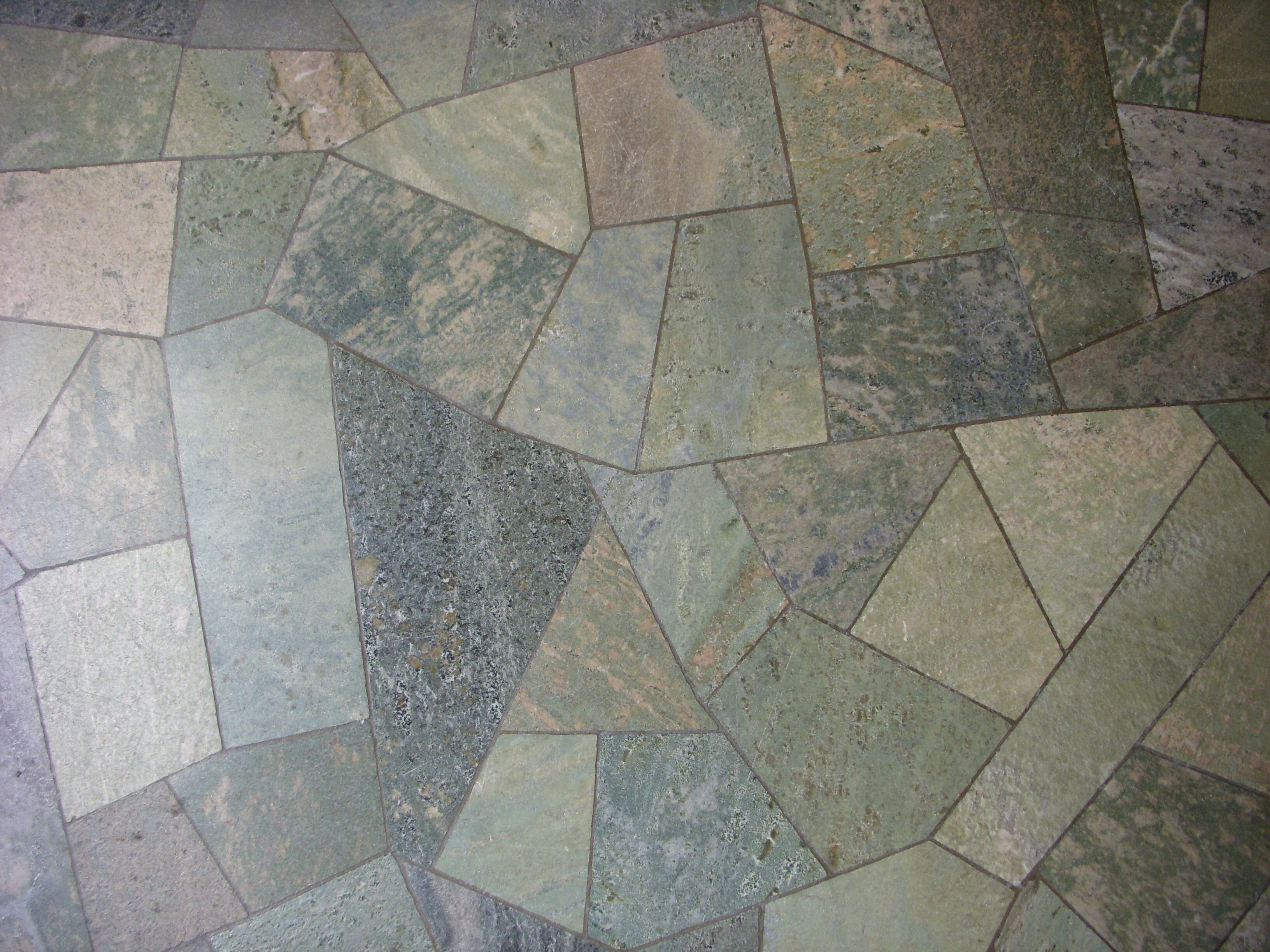
Sol de l'entrée du beffroi de l'hôtel de ville de Stockholm.

Le marbre vert de Suède ou simplement vert de Suède ou vert suédois, est un marbre extrait de carrières de la région du Kolmården, dans le nord-est de la province d'Östergötland en Suède. Il est à grain fin, avec une teneur importante en silicates dont en particulier la serpentine, qui lui donne ses teintes variant du vert olive léger à des tons très foncés.
Il est considéré comme l'un des marbres les plus durs au monde . Par contre, sa coloration est sensible aux agents atmosphériques et tend à blanchir avec le temps, raison pour laquelle il est surtout préféré pour les utilisations intérieures.
Ce matériau a été largement utilisé dans les bâtiments et monuments en Suède et dans d'autres pays.

## Bâtiments notables utilisant le vert de Suède
- Hôtel de ville de Stockholm, Hall bleu
- Palais royal de Stockholm
- Château de Drottningholm
- Tändstickspalatset, Stockholm
- Université d'Uppsala
- Rockefeller Center, New York
- Opéra de Paris
- Villa Cavrois, Croix (Nord)
- Hôtel de Ville de Genève

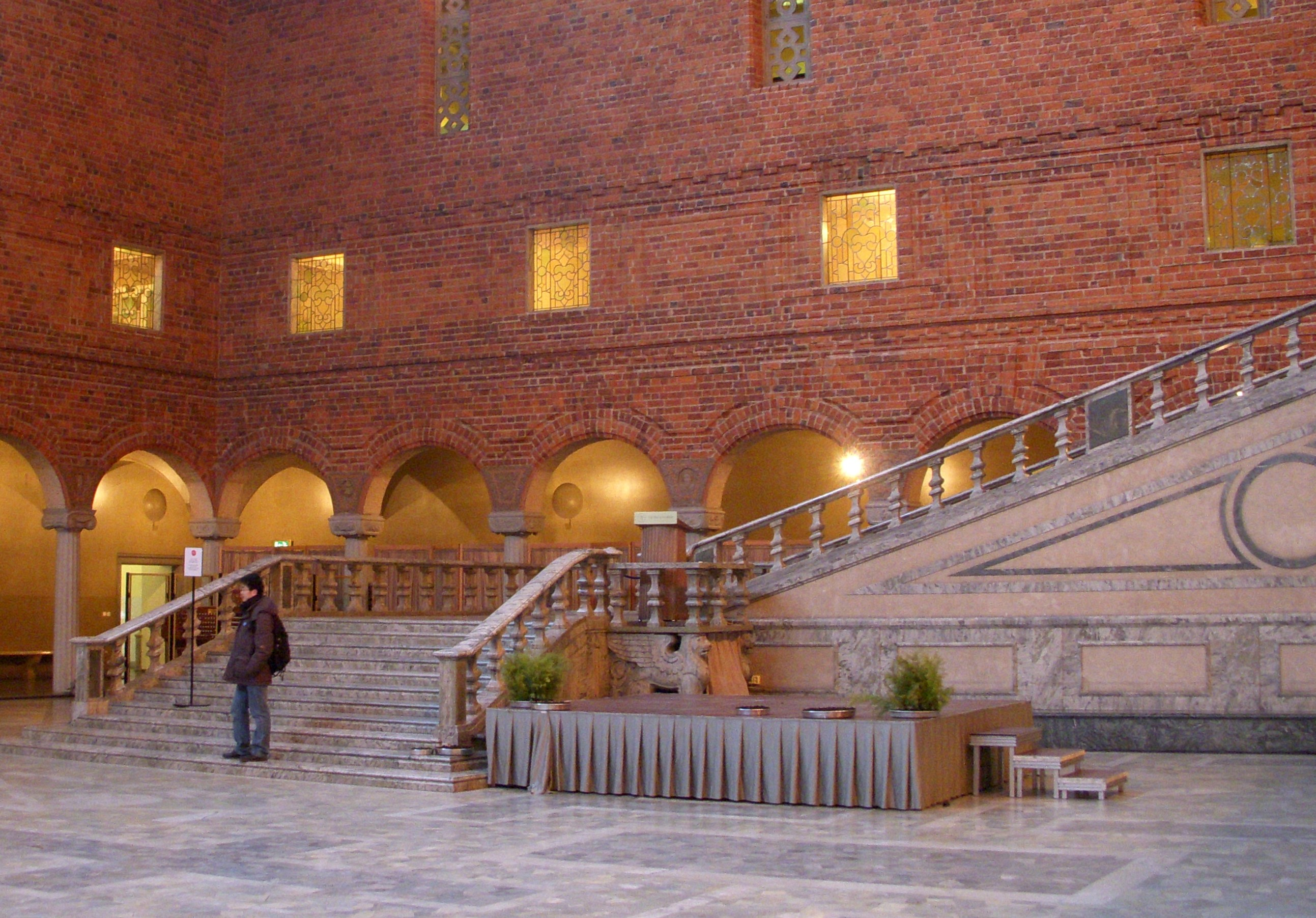
Escalier en marbre vert dans le Hall bleu de l'hôtel de ville de Stockholm.
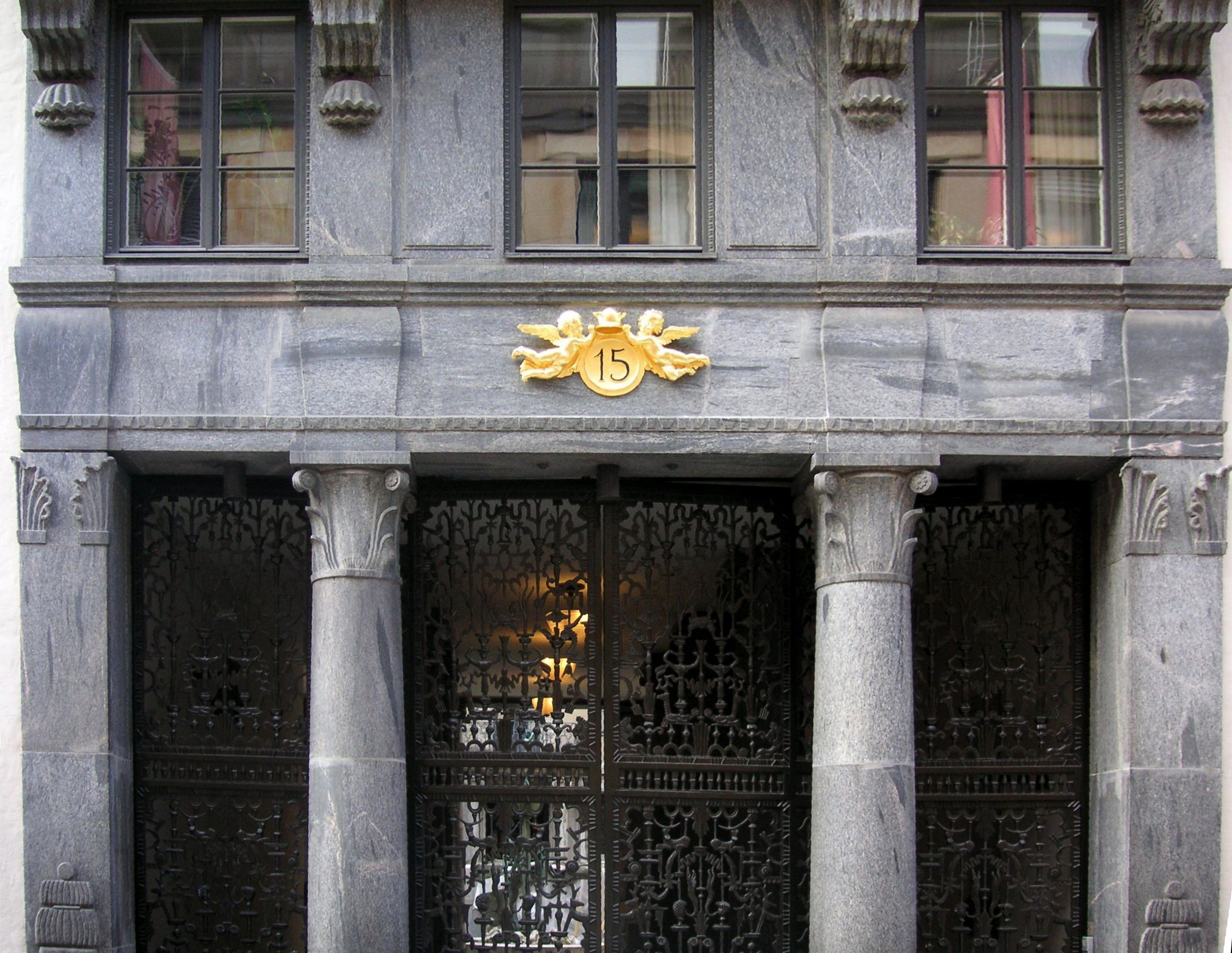
Façade du Tändstickspalatset (« palais des allumettes »), construit pour Ivar Kreuger.
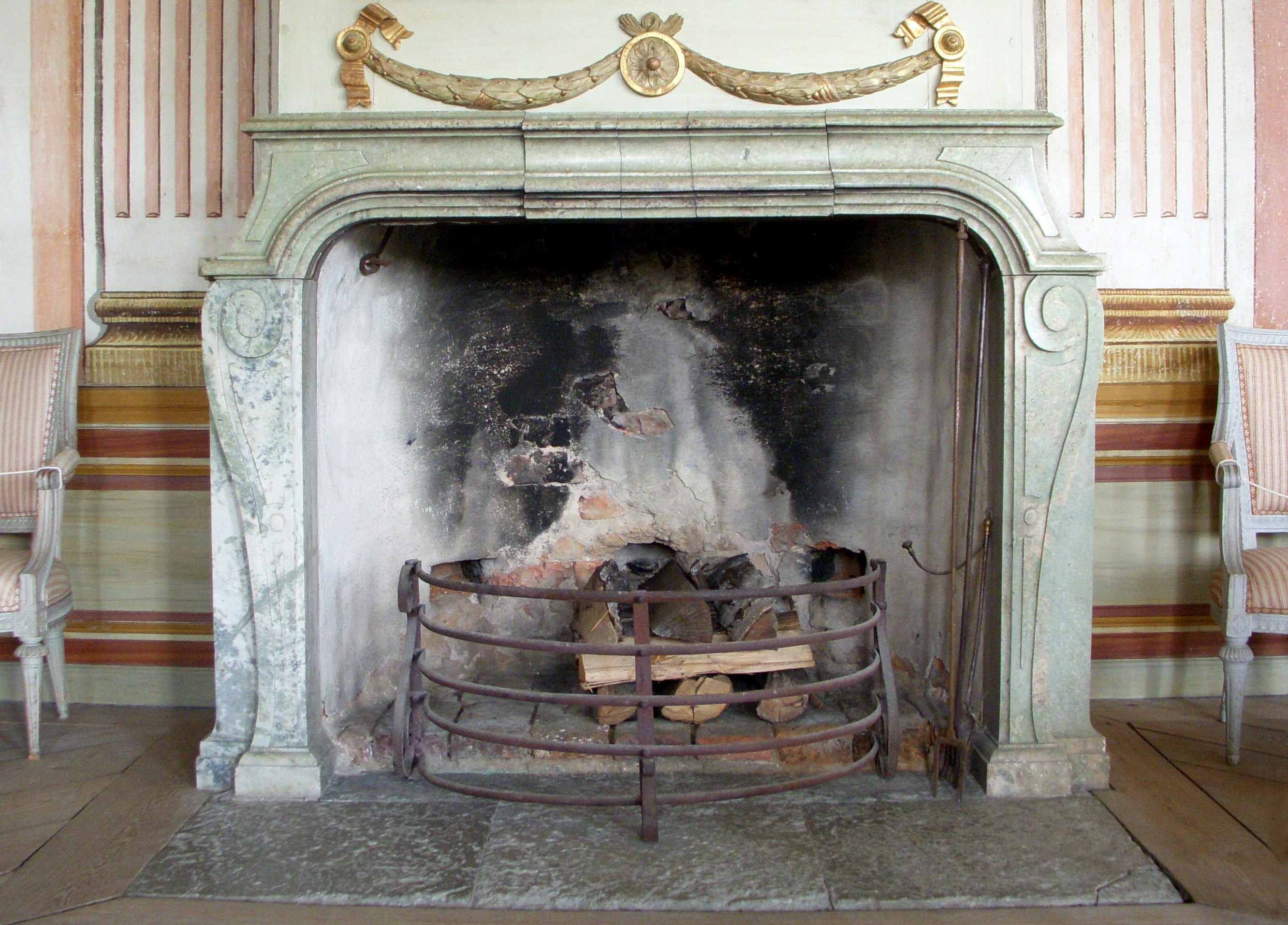
Cheminée du XVIIIe siècle à la villa Svindersvik, à Nacka.
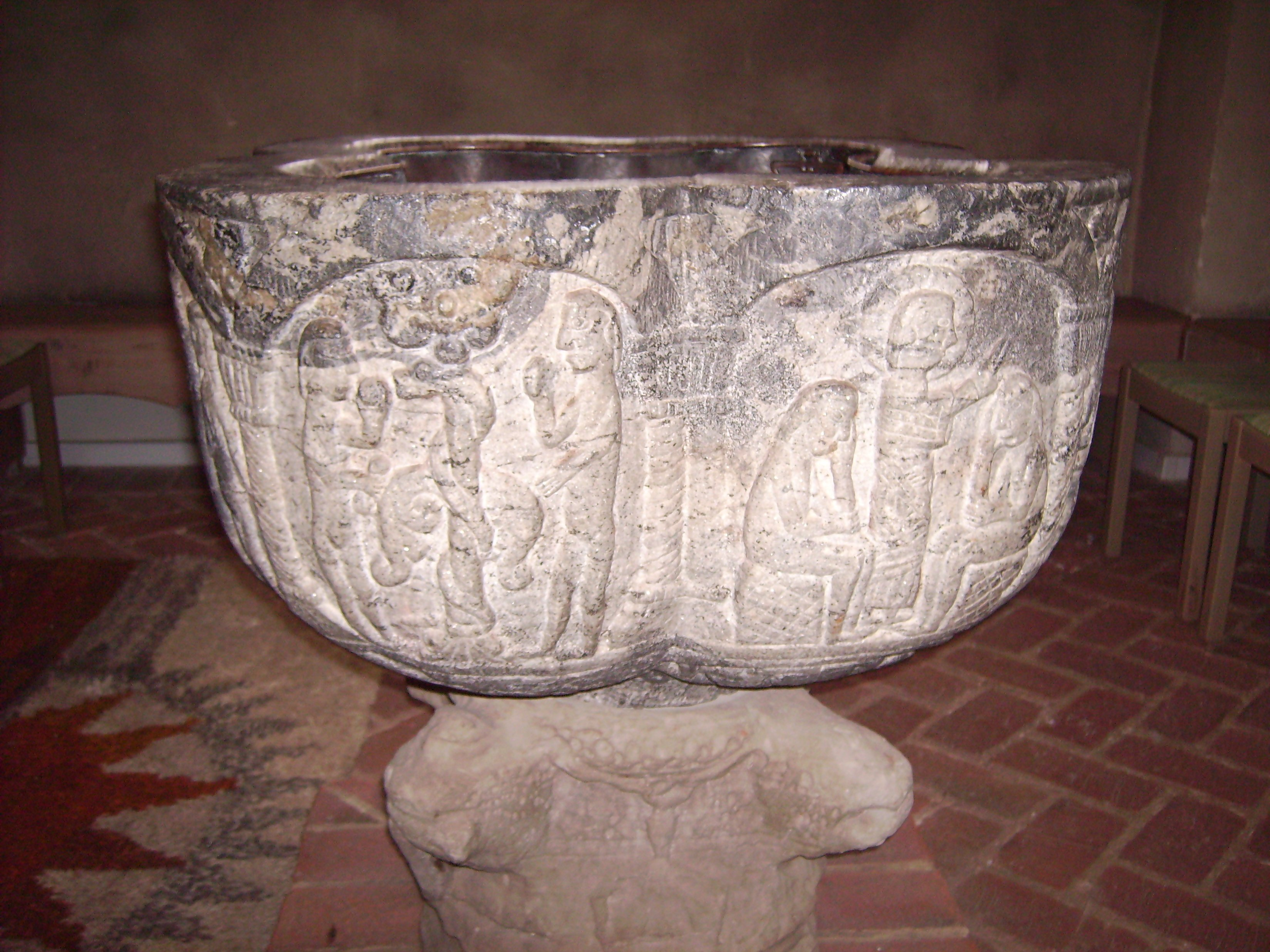
Fonts baptismaux du XIIIe siècle à l'église d'Östra Eneby (Norrköping).